# 海尔曼塞格
海尔曼塞格，是匈牙利索博尔奇-索特马尔-贝拉格州所辖的一个村。总面积5.20平方公里，总人口246，人口密度47.3人/平方公里（2011年1月1日）。